# Prepops robustus
Prepops robustus är en insektsart som först beskrevs av Reuter 1913.  Prepops robustus ingår i släktet Prepops och familjen ängsskinnbaggar. Inga underarter finns listade i Catalogue of Life.